# Amplypterus panopus
Amplypterus panopus là một loài bướm đêm thuộc họ Sphingidae. Nó được tìm thấy ở Sri Lanka, miền nam và miền bắc Ấn Độ (bao gồm quần đảo Andaman và Nicobar Islands), Nepal, Myanma, miền nam Trung Quốc, Thái Lan, Việt Nam, Indonesia (đến Sulawesi) và Philippines.

## Miêu tả
Sải cánh dài 130–168 mm.

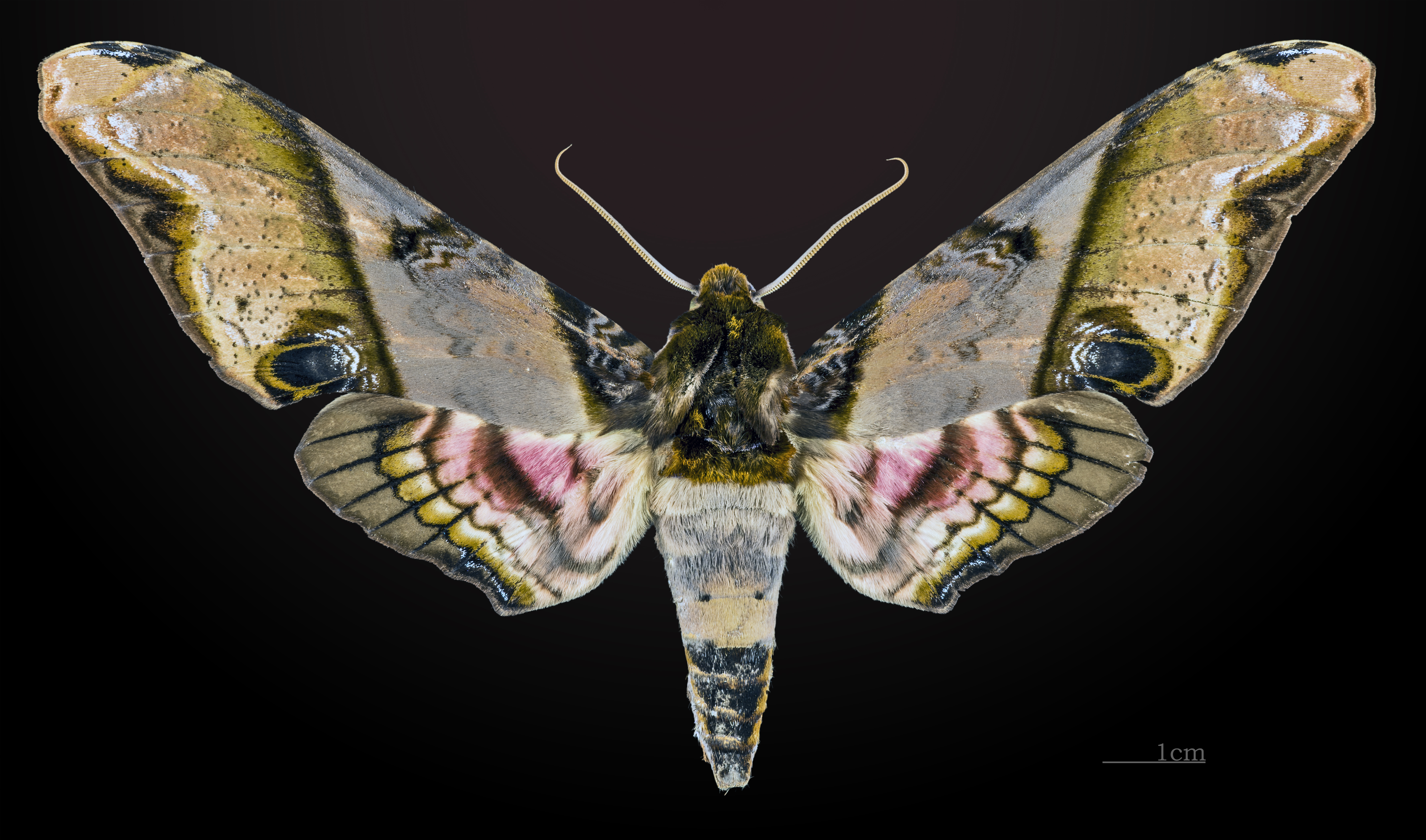
Amplypterus panopus ♂
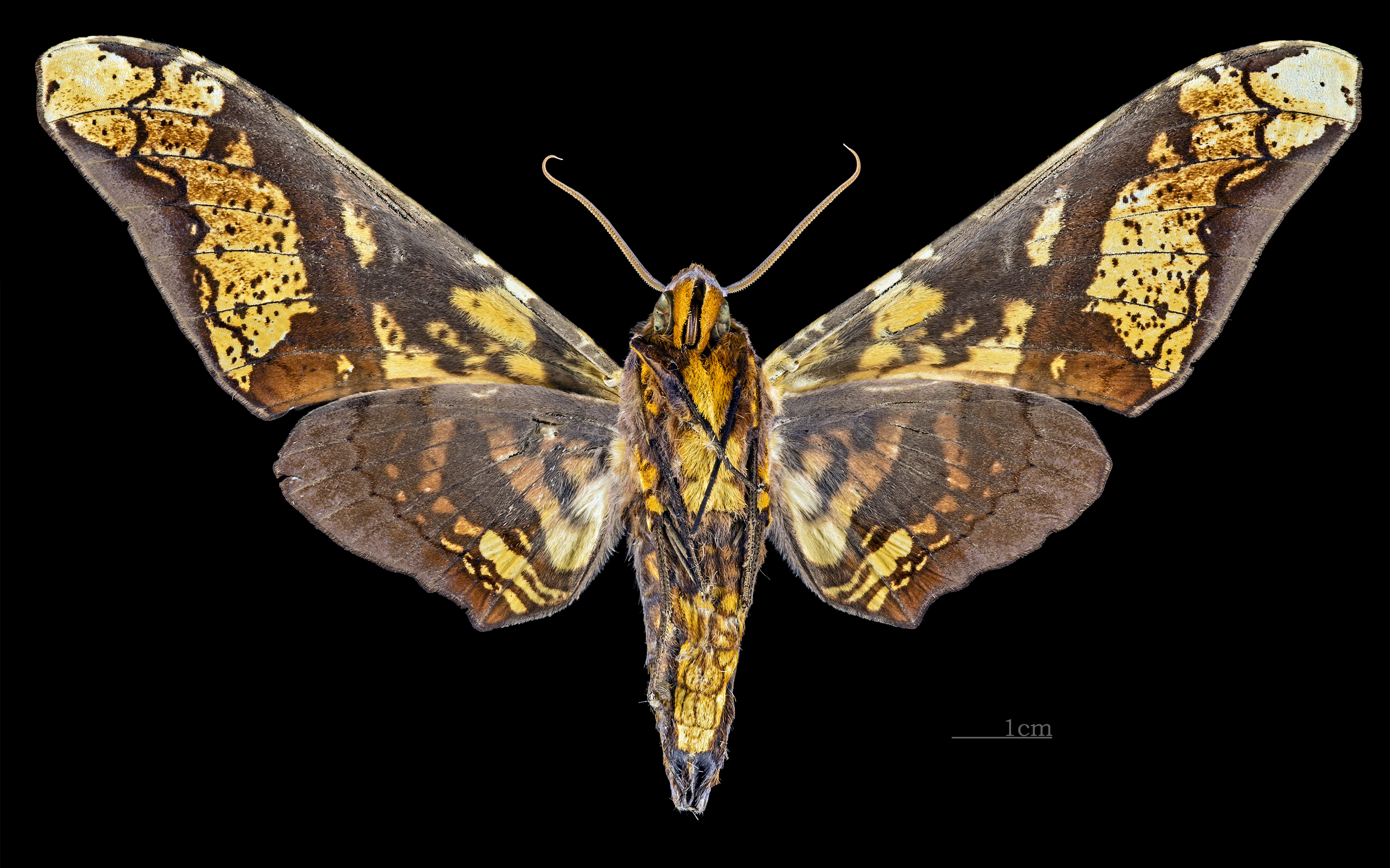
Amplypterus panopus △ ♂
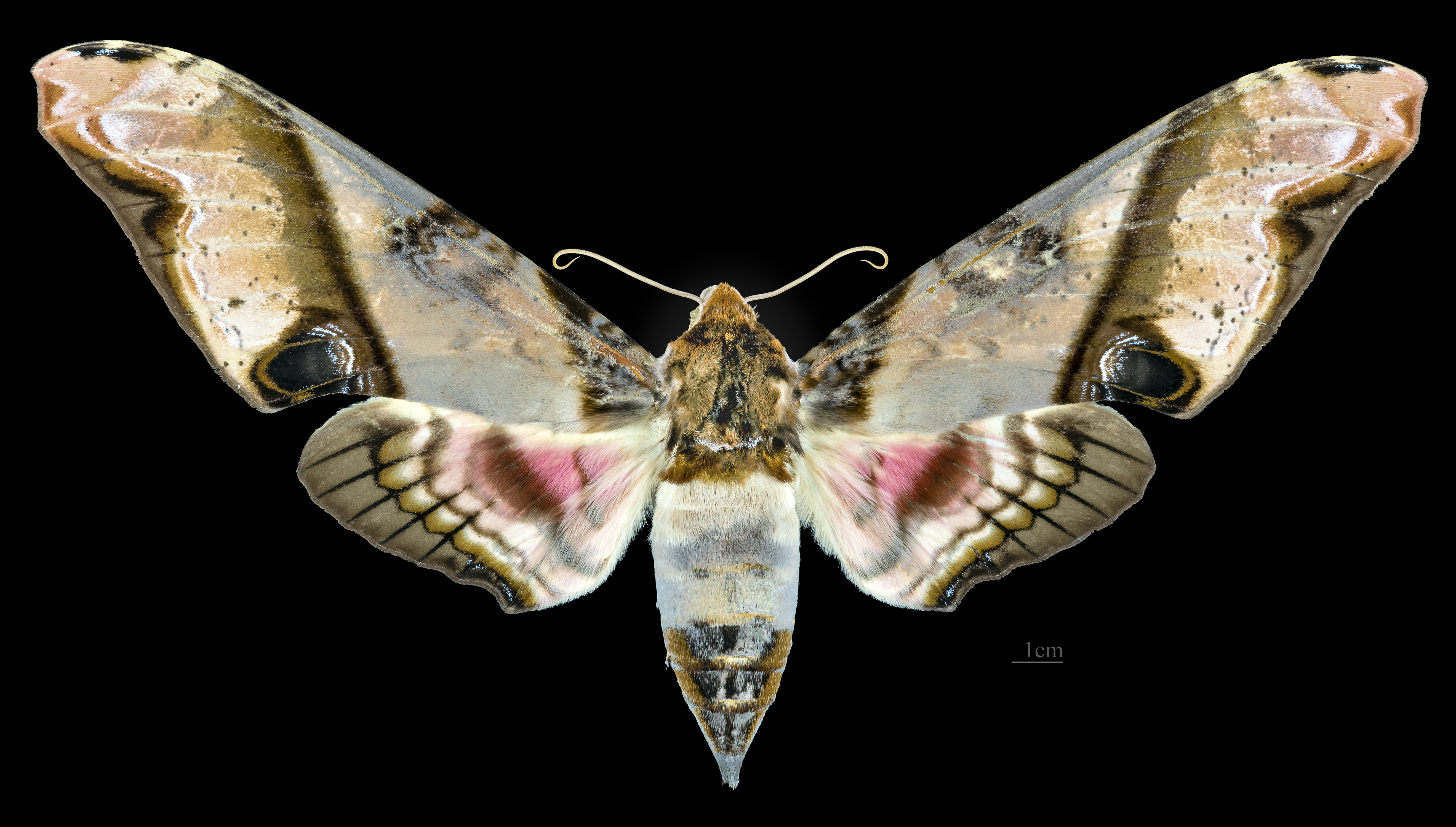
Amplypterus panopus ♀
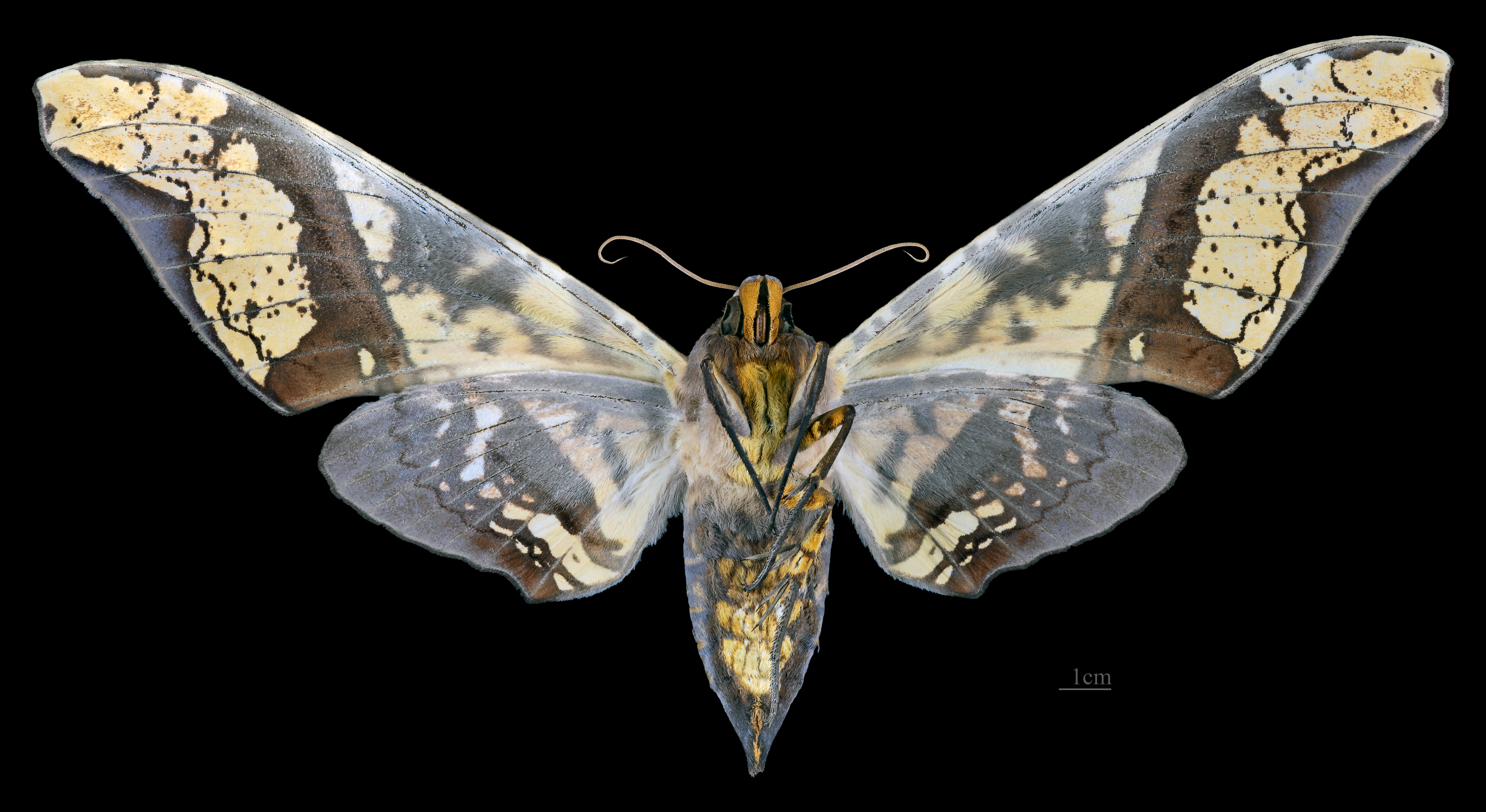
Amplypterus panopus ♀ △

## Sinh học
Con trưởng thành bay vào tháng 3, tháng 4, tháng 6, tháng 8 và tháng 12 ở Hồng Kông.
Ấu trùng được ghi nhận trên Dracontomelum, Mangifera indica, Rhus, Durio, Calophyllum và Garcinia.

## Phụ loài
- Amplypterus panopus panopus
- Amplypterus panopus hainanensis - Eitschberger, 2006

## Hình ảnh

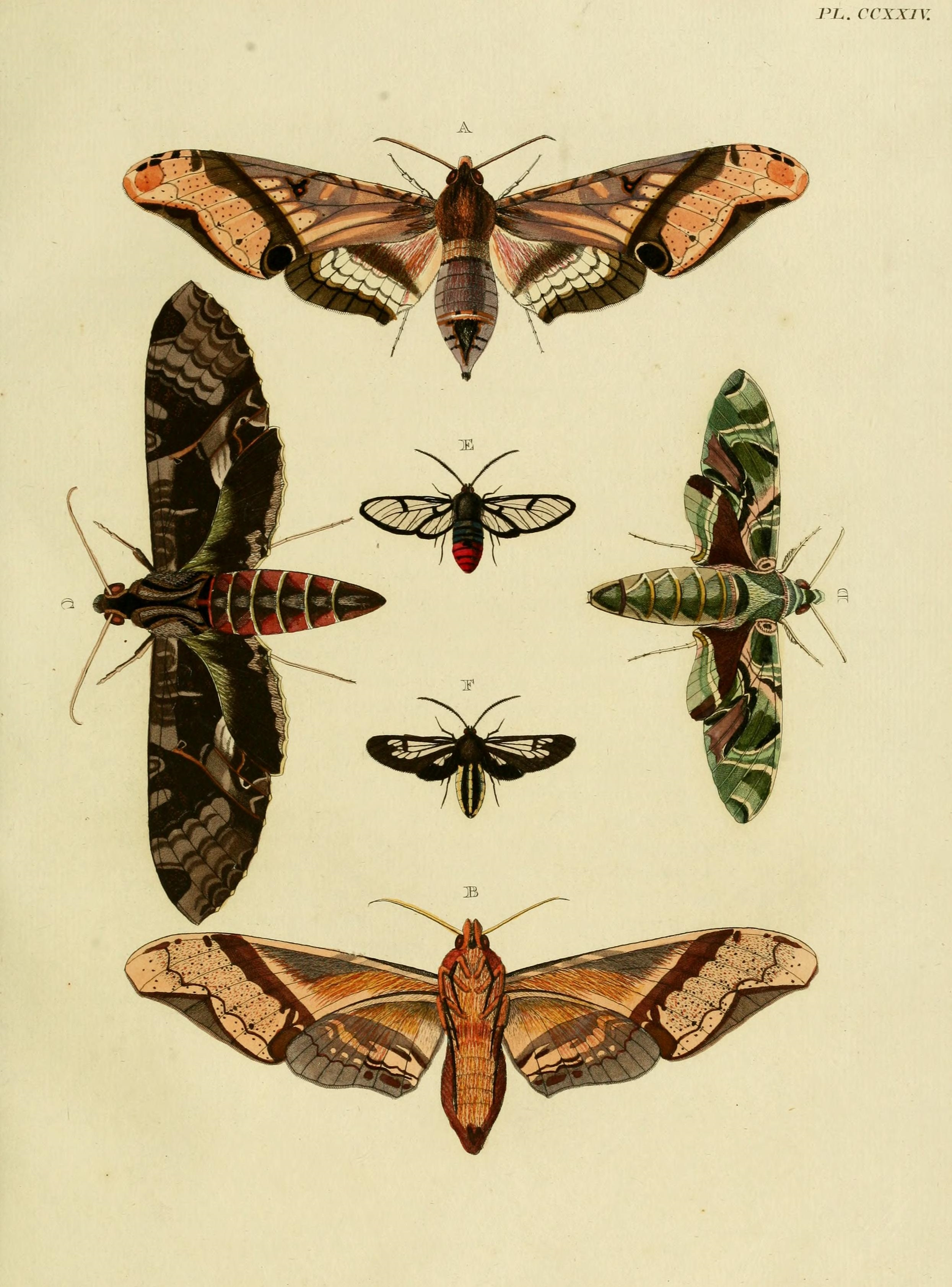
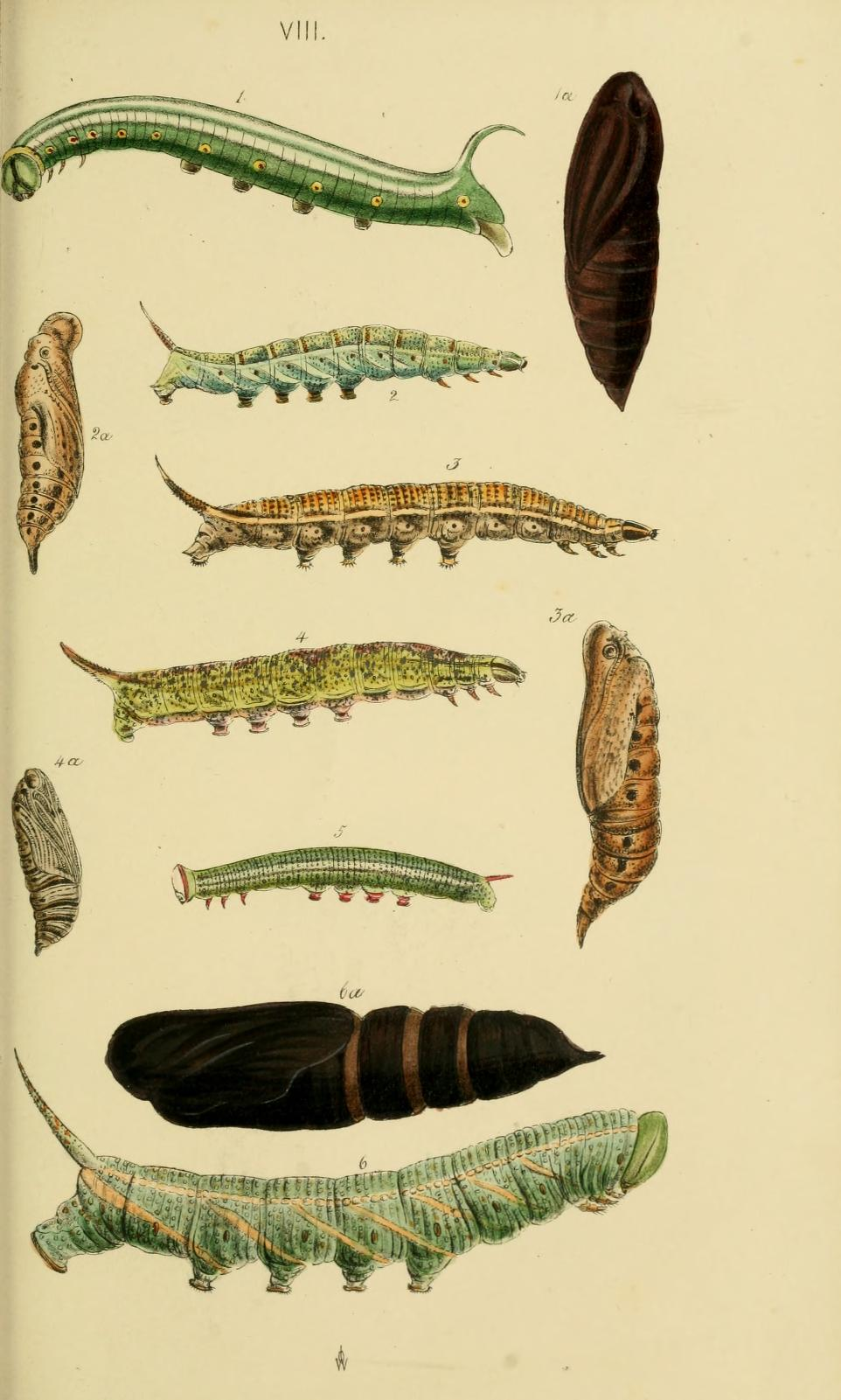